# ハムタン県

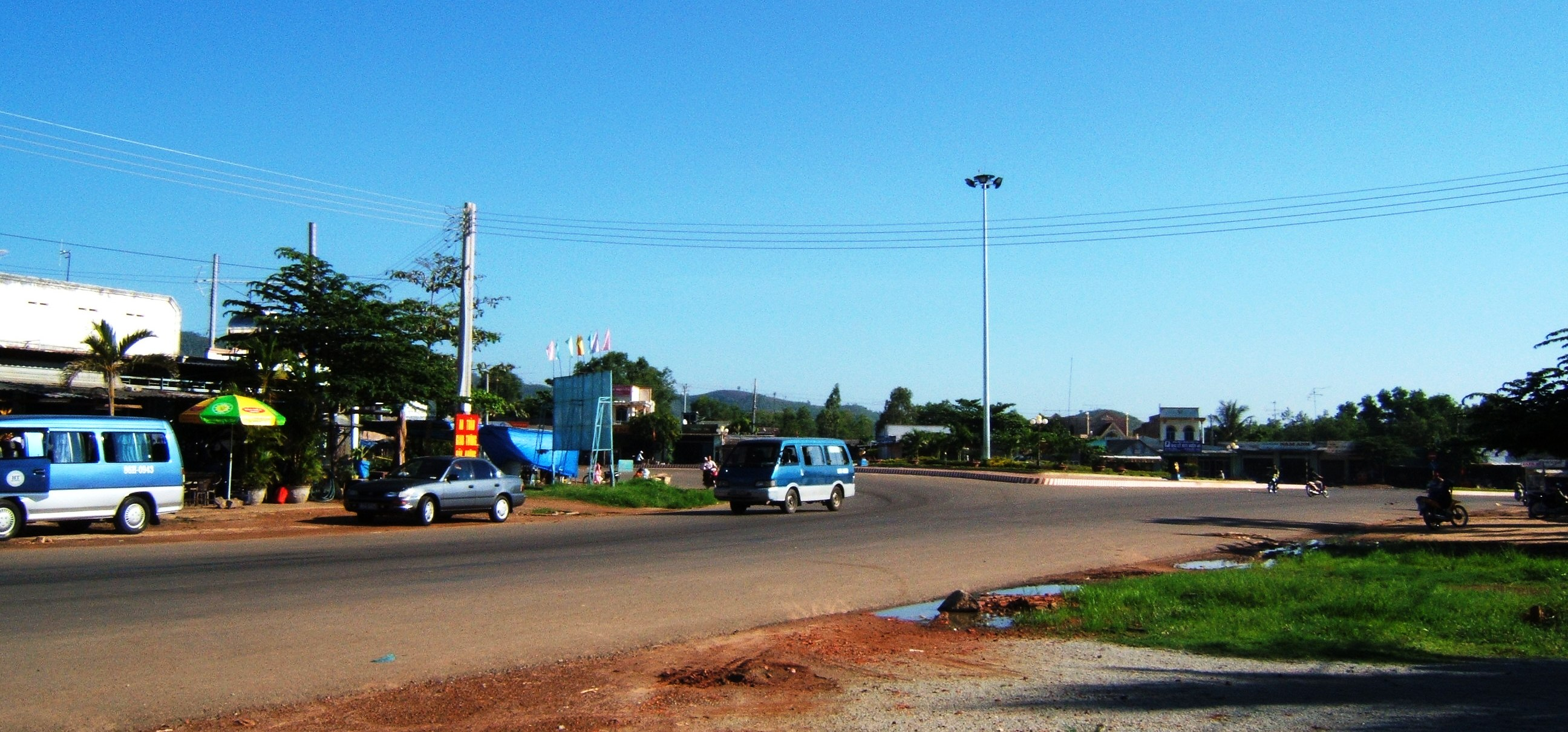

ハムタン県（ハムタンけん、ベトナム語：Huyện Hàm Tân / 縣咸新?）は、ベトナム社会主義共和国ビントゥアン省の県。面積は739.1km²、人口は73,219人（2016年）である。

## 行政区画
2市鎮8社から構成される。